# FC 레인저스
FC 레인저스(FC Rànger's)는 안도라의 2부 리그인 세고나 디비지오에 참가하는 축구 클럽이다.

## 역사
FC 레인저스는 1981년 창단되었다. 하지만 안도라리그에 참가하기 시작한 때는 1999년부터였다. 2년간 2부리그인 세고나 디비지오에서 활동하다가 2001-02시즌에 처음으로 승격하였다. 승격후에 레인저스는 점차 실력을 높여나가 2005년엔 준우승을 하고 2006년과 2007년에는 2년 연속 우승을 차지하였다. 그러나 2008-09시즌에는 최하위인 8위로 2부 리그로 강등되었다.
레인저스의 첫 유럽무대는 2005년의 UEFA 인터토토컵이었다. 그리고 2006-07시즌엔 UEFA컵에 진출하였으나 보스니아 헤르체고비나의 FK 사라예보에 패하여 탈락하였고, 2007-08시즌엔 안도라 클럽 가운데 최초로 UEFA 챔피언스리그에 진출하였으나, 몰도바의 FC 셰리프 티라스폴에 의해 탈락하였다.

## 역대 성적
- 안도라 프리메라디비지오

우승 (2) : 2005-06, 2006-07
준우승 (1) : 2004-05
- 안도라 컵

준우승 (1) : 2006
- 안도라 슈퍼컵

우승 (1) : 2006
준우승 (1) : 2007

## 선수 명단

### 현역
참고: FIFA 자격 규정에 따라 소속된 국가대표팀 국기를 표시합니다. 선수는 복수의 FIFA 비회원국 국적을 가지고 있을 수 있습니다.
| 번호 | 포지션 | 국적      | 이름          |
| ---- | ------ | --------- | ------------- |
| 10   | FW     | 적도 기니 | 살로몬 오바마 |

| 번호 | 포지션 | 국적 | 이름 |
| ---- | ------ | ---- | ---- |